# 尼古拉·罗塔鲁
尼古拉·罗塔鲁（羅馬尼亞語：Nicolae Rotaru，1935年7月16日—），罗马尼亚男子射击运动员。他曾代表罗马尼亚参加1960年、1964年、1968年、1972年和1976年夏季奥林匹克运动会射击比赛，其中1972年奥运会获得一枚铜牌。